# Stathmopoda
Die Stathmopoda sind eine Gattung von Schmetterlingen aus der Familie der Stathmopodidae.

## Merkmale
Der Kopf ist glatt beschuppt. Die Fühler sind etwa 3/4 so lang wie die Vorderflügel und bei den Männchen bewimpert. Die Labialpalpen sind zylindrisch und gestreckt, das dritte Segment ist stark nach oben gebogen. Die Vorderflügel sind schmal lanzettlich und zum Apex hin zugespitzt. Sie haben häufig eine gelbliche oder bräunliche Zeichnung. Die Hinterflügel sind sehr schmal und gerade.
Bei den Genitalien der Männchen sind Uncus und Gnathos gleich groß. Das Tegumen ist gekrümmt. Die Valven haben einen verdickten Rand, der Cucullus ist kurz und abgerundet. Der Sacculus ist entweder gut oder nur schwach ausgebildet. Das Vinculum ist abgerundet, der Saccus fehlt. Der Aedeagus ist zylindrisch oder distal zugespitzt. Cornuti sind entweder vorhanden oder fehlen.
Bei den Genitalien der Weibchen sind die Apophyses anteriores etwa 1/2 bis 2/3 so lang wie die Apophyses posteriores. Das Antrum ist breit und becher- oder trichterförmig. Der Ductus bursae ist ziemlich breit und häufig runzlig. Corpus bursae mit ein oder zwei Signa. Der Ductus seminalis ist normalerweise lang und schlank und hat häufig verschiedenförmige Erweiterungen. Die Übergangsregion zwischen Ductus seminalis und Corpus bursae ist mit variablen Zähnen oder Nadeln versehen.

## Verbreitung
Die Arten der Gattung sind weltweit verbreitet und kommen hauptsächlich in tropischen und subtropischen Gebieten vor. Verbreitungsschwerpunkt ist die Orientalis.

## Biologie
Die Biologie ist nur bei wenigen Arten bekannt. Demnach leben die Raupen hauptsächlich in trockenen Blüten, Früchten und Blättern verschiedener Pflanzen.

## Systematik
Die Typusart der Gattung ist Stathmopoda pedella. In Europa ist die Gattung Stathmopoda  nur mit einer Art vertreten:
- Gattung Stathmopoda 
  - Stathmopoda pedella (Linnaeus, 1761)

Nichteuropäische Arten:
- Stathmopoda auriferella (Walker, 1864)

Aus der Literatur sind für die Gattung folgende Synonyme bekannt:
- Boocara  Butler, 1880
- Placostola  Meyrick, 1887
- Erineda  Busck, 1909
- Agrioscelis  Meyrick, 1913
- Kakiuoria  Nagano, 1916